# Linderhof

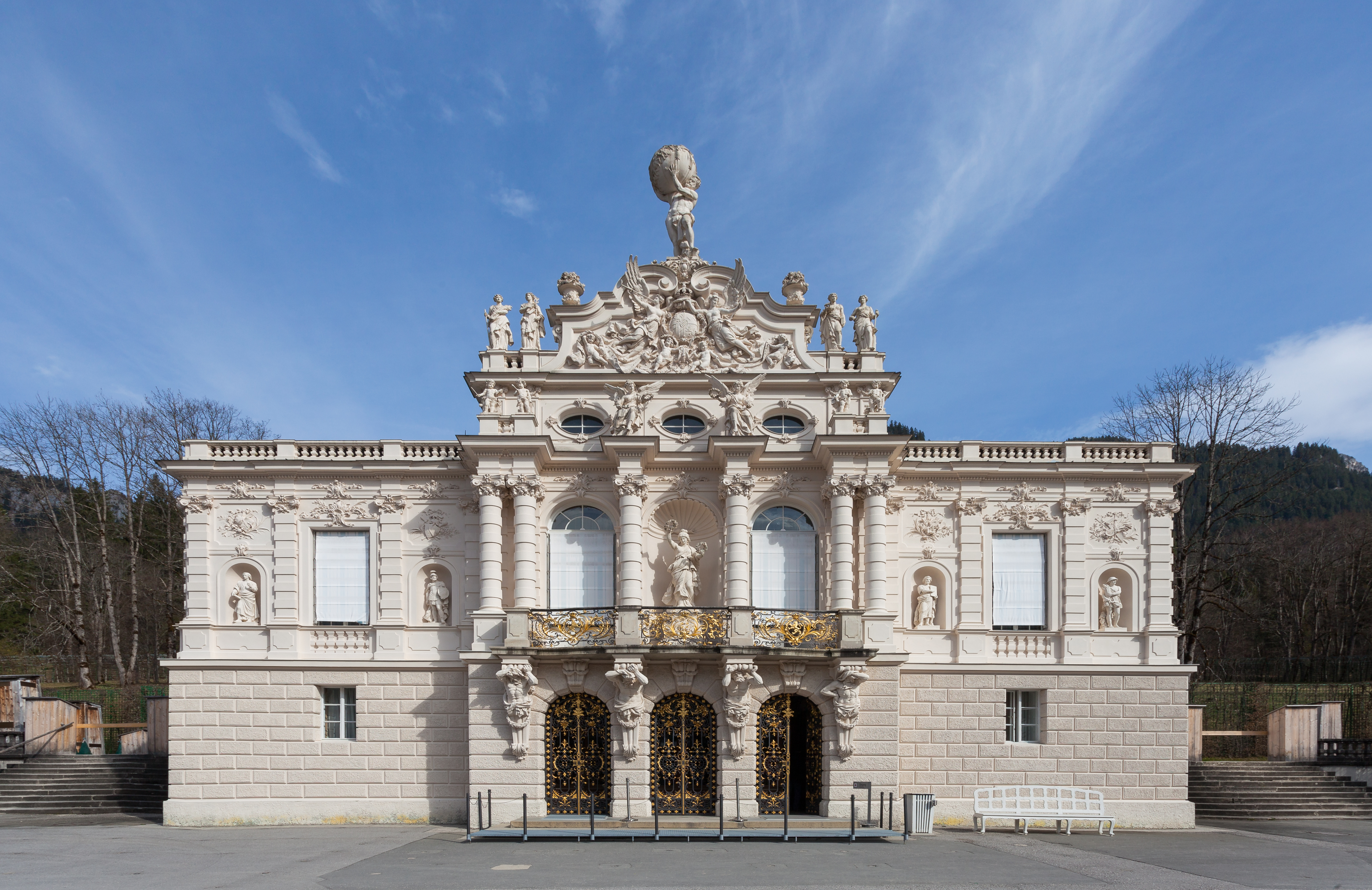
Detalle de la fachada.

Linderhof es un palacio localizado en un valle cercano al pueblo de Oberammergau, en el estado federado de Baviera, Alemania. Es el más pequeño de los tres palacios construidos por Luis II de Baviera y el único que vio terminado.

## Historia

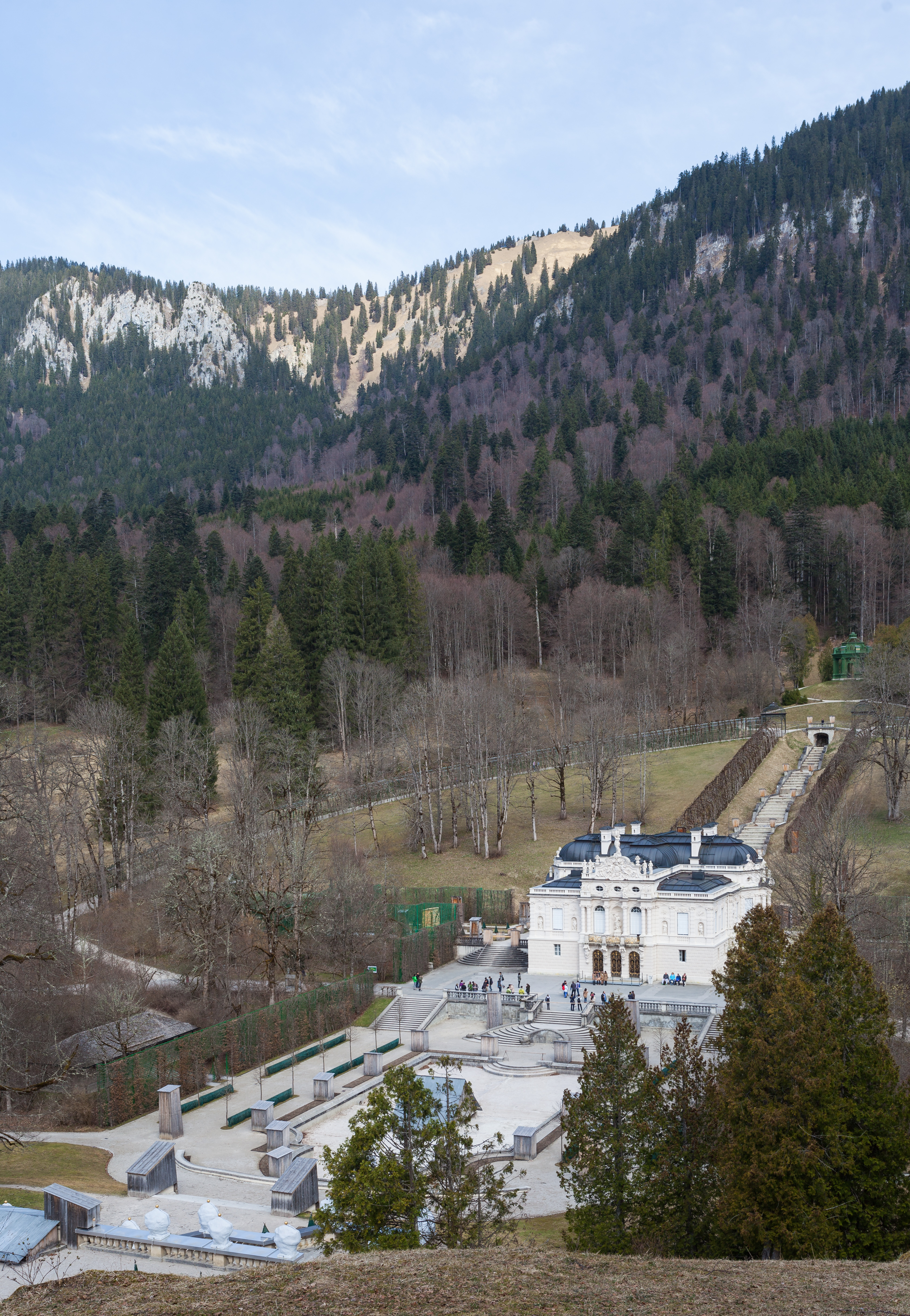
Emplazamiento del palacio.

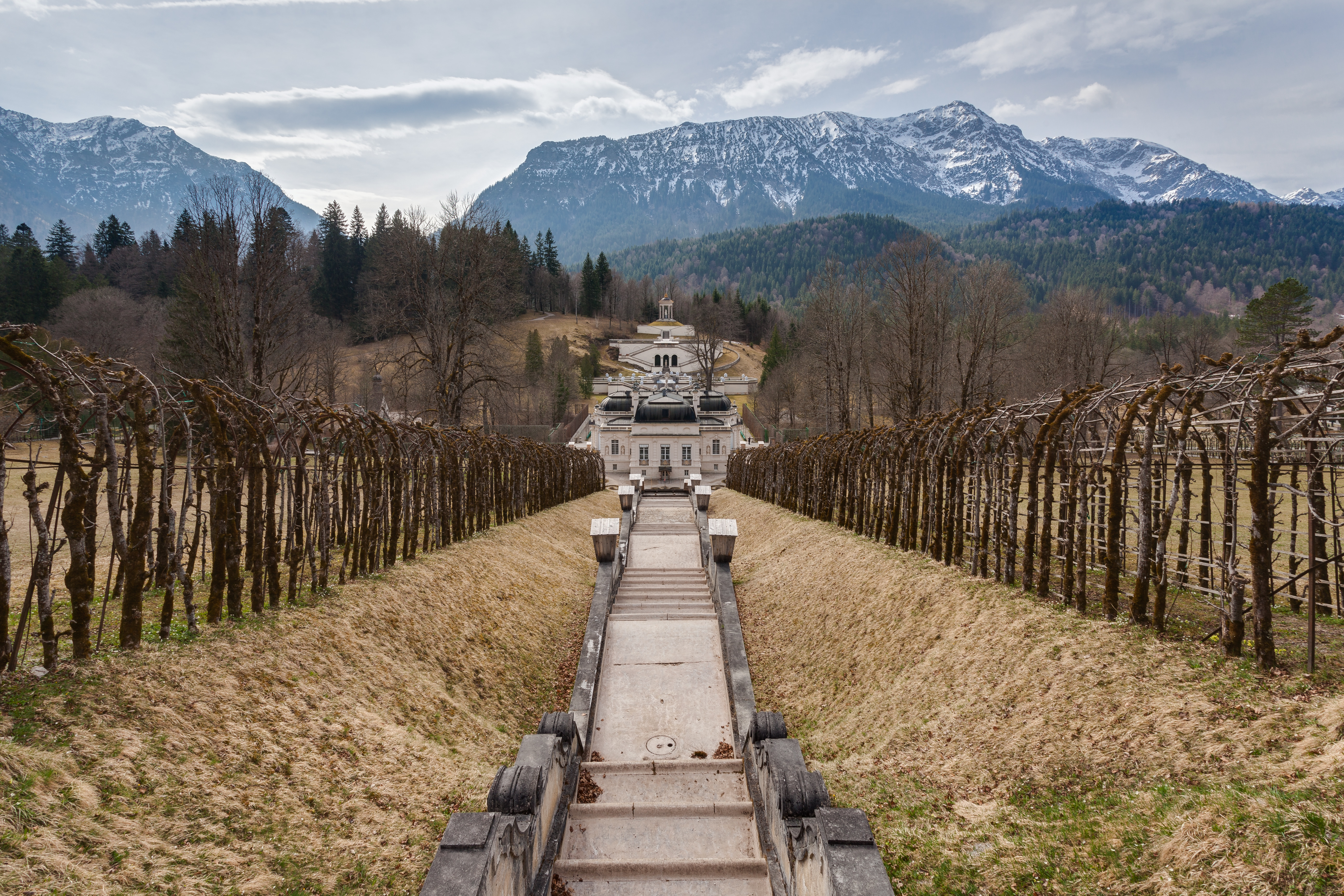
Vista posterior del palacio.

El palacio fue construido en el lugar de un coto de caza de Maximiliano II de Baviera, el padre de Luis II. Este coto contenía una pequeña casa conocida como Königshäuschen (casita real) que Luis II había visitado desde su niñez cuando acompañaba a su padre de cacería. Al morir su padre, Luis II heredó la Königshäuschen y desde 1869 empezó a ampliarla agregnado alas adicionales bajo la dirección de Georg Dollmann, arquitecto de la corte (Hofbaudirektor). Finalmente en 1874 decidió derrumbar la Königshäuschen y reconstruirla en el lugar donde se encuentra hoy en día, a unos 200 metros del palacio.
Al haberse demolido la Königshäuschen, el edificio restante tenía una forma de "U". Se construyó un vestíbulo, una escalera central y tres cuartos adicionales. Al mismo tiempo se agrandaron los jardines que estaban al cuidado del jardinero de la corte (Hofgärtner), Carl von Effner. Entre 1885 y 1886 se rehízo la recámara principal, con lo que el palacio quedó completado en su forma actual, en estilo rococó. El edificio mide aproximadamente 30 x 27 metros.
Aunque Linderhof es mucho más pequeño que el palacio de Versalles, su influencia es visible. Luis II era un gran admirador de Luis XIV de Francia, incluso adoptó la divisa "nec pluribus impar" de Luis XIV, que se puede ver en el techo del vestíbulo de Linderhof. La pieza central del vestíbulo es una estatua ecuestre del rey francés. La escalera principal viene  a ser una reducción de la famosa "escalera del embajador" de Versalles y fue copiada en tamaño real en el palacio de Herrenchiemsee. El símbolo del Sol, que está presente en el decorado de varias habitaciones, es una referencia al "Rey Sol" y representa la idea de la monarquía absoluta, que Luis XIV promulgaba y a la que Luis II nunca podría acceder en la segunda mitad del siglo XIX.
De los proyectos de Luis II, este es el más pequeño y el único que vio terminado. Si se toma el cuenta el tiempo que pasó aquí, podemos decir que Linderhof fue su palacio favorito, pues en total vivió ocho años en este lugar. Al rey le gustaba caminar por los jardines y parques del palacio, muchas veces descalzo.

## Habitaciones

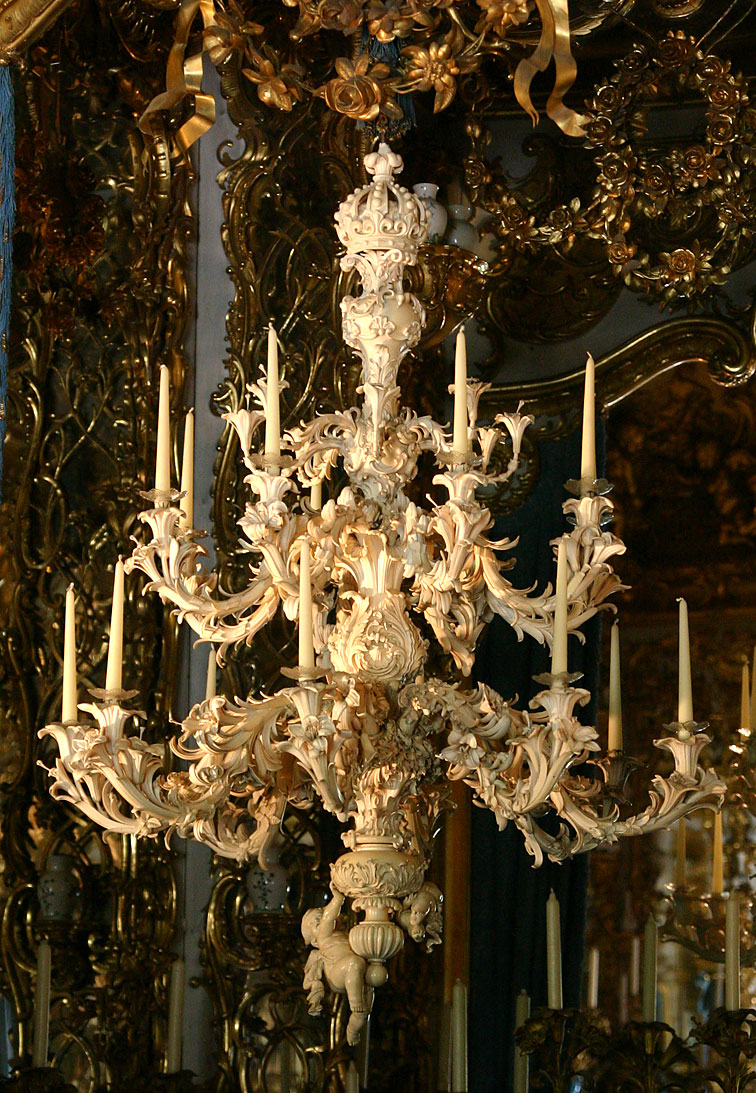
Candelabro de marfil en la sala de los espejos.

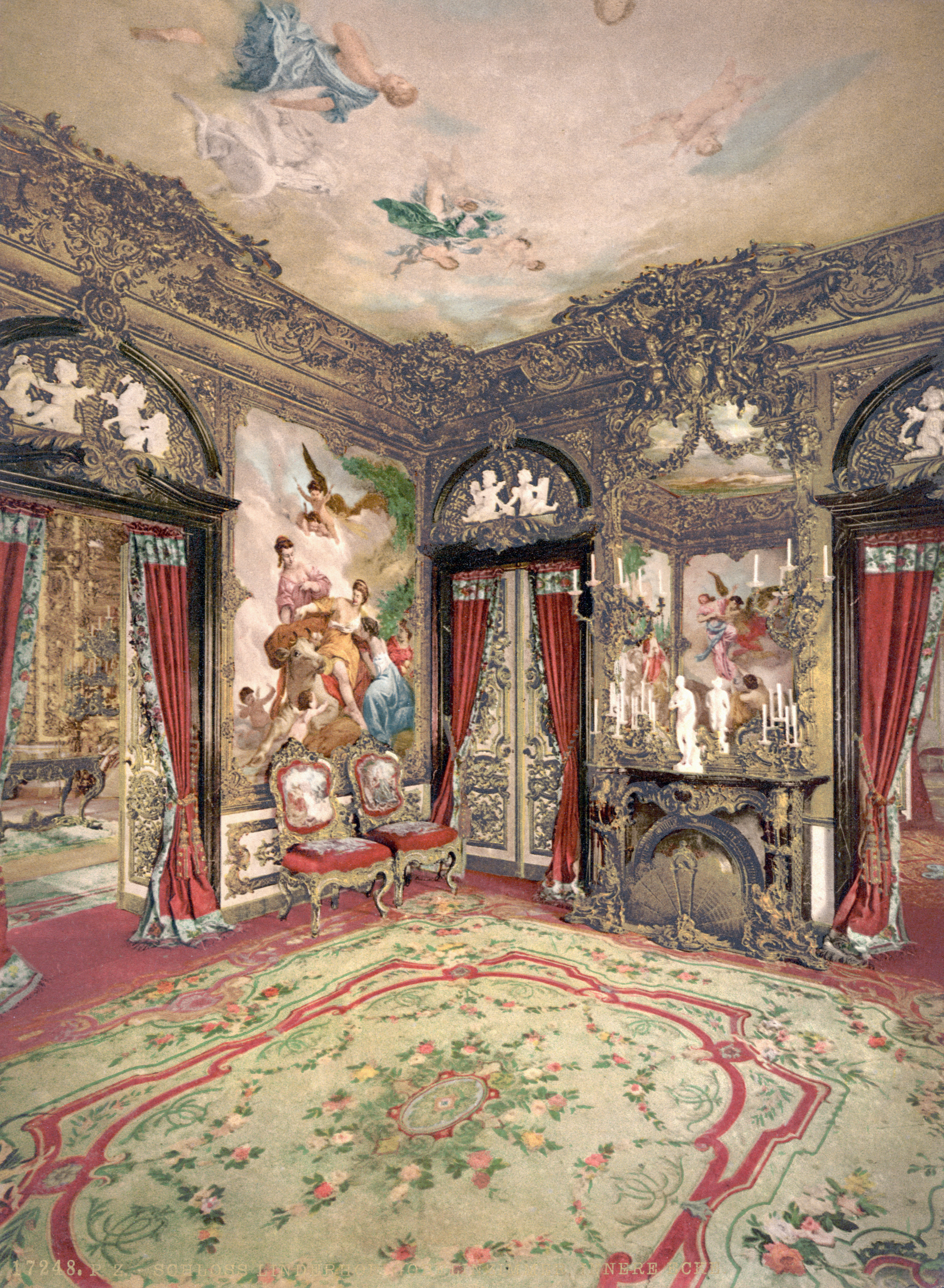
Cuarto de tapices del lado este. Fotografía de 1900.

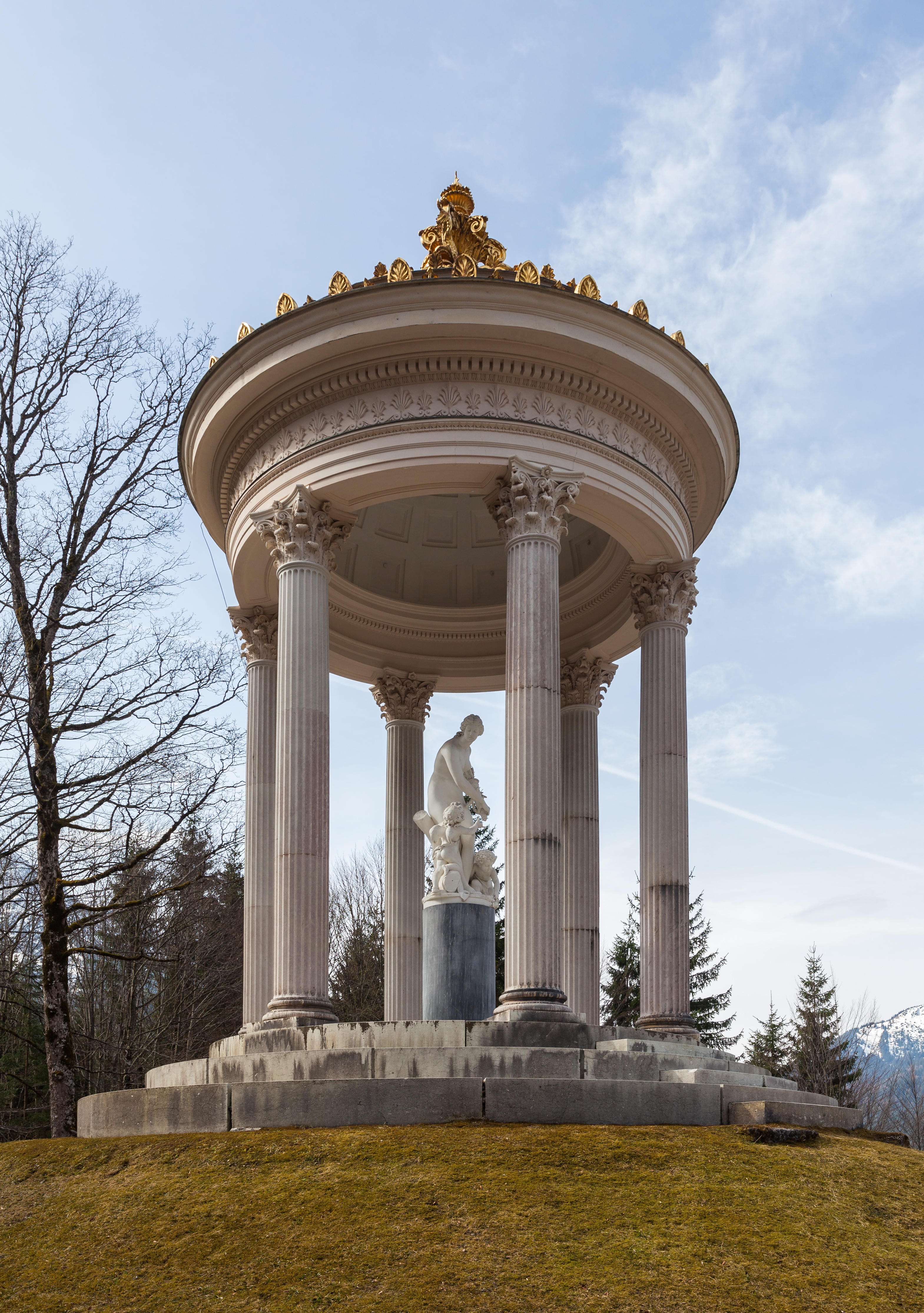
Templo de Venus en el jardín.

En comparación con otros palacios reales, Linderhof es de una atmósfera privada. Sólo cuatro de las salas tienen funciones ceremoniales.

### Sala de los espejos
Luis II usaba a menudo esta sala, pues le gustaba sentarse en el nicho y leer, a veces toda la noche. Como el rey dormía durante el día y estaba despierto durante la noche, la luz de las candelas reflejadas miles de veces en los espejos habrán hecho una impresión inimaginable. La colocación paralela de los espejos crea el efecto de una avenida que se extiende hasta el infinito.
Entre las decoraciones de esta sala se encuentran:
- La mesa central, que tiene una cubierta hecha de lapislázuli, amatista y calcedonia, con un mosaico de vidrio del escudo de armas de Baviera.
- Una alfombra hecha de plumas de avestruz.
- Un candelabro de marfil en la alcoba, con 16 ramas.
- Dos piezas de mesa de malaquita con ornamentos de bronce dorado.

### Cuartos de tapices
Hay dos cuartos de tapices, que no tienen una función específica. El del lado oeste es algunas veces referido como el cuarto de música, debido a que alberga un aelodión (instrumento musical que combina el piano y el armonio: se trata de uno de los derivados de la aeolina de Bernhard Eschenbach inventados por él mismo). Solamente las cortinas y las cubiertas de los muebles son verdaderos productos de la fábrica parisina de Gobelin. Las escenas en las paredes son pinturas sobre lienzo áspero para imitar el tapiz.

### Cámara de audiencias
La cámara de audiencias está en el lado oriental del palacio y está rodeada de gabinetes de color amarillo y lila. Los gabinetes servían solamente como antesalas de los cuartos más grandes. Luis II nunca recibió una audiencia en este cuarto. Lo usaba como estudio para planear otros proyectos de construcción. El hecho de que haya una cámara de audiencias en Linderhof demuestra el aferro a la idea de la monarquía absoluta que Luis II tenía. Entre los objetos de este cuarto figuran:
- Un trono con baldaquino y penachos de plumas de avestruz (un símbolo oriental del poder real).
- Dos mesas con cubiertas de malaquita, regalo de la zarina Marie Alexandrowna a Luis II.

### Comedor

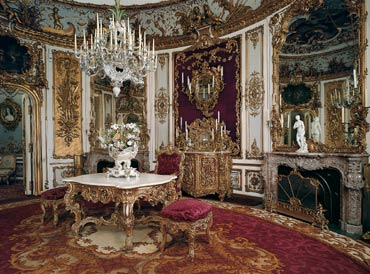
El comedor.

Se halla en el lado este del palacio, rodeado de los gabinetes rosado y azul. El gabinete rosa, a diferencia de los otros gabinetes, tenía una verdadera función. El rey lo usaba como cuarto de vestido. Al igual que en el Palacio de Herrenchiemsee, la mesa del comedor podía ser bajada a la cocina por medio de un elevador mecánico para evitar que el excéntrico rey tuviese contacto con los sirvientes. Se dice que los sirvientes siempre servían la mesa para cuatro comensales por lo menos, ya que al rey le gustaba hablar con gente imaginaria como Luis XIV, Madame de Pompadour y María Antonieta, personajes que Luis II admiraba. Se pueden ver retratos de estas personas en los gabinetes y escenas de sus vidas en otros cuartos. Entre las decoraciones de este cuarto destaca un centro de mesa de porcelana de Meissen.

### Dormitorio

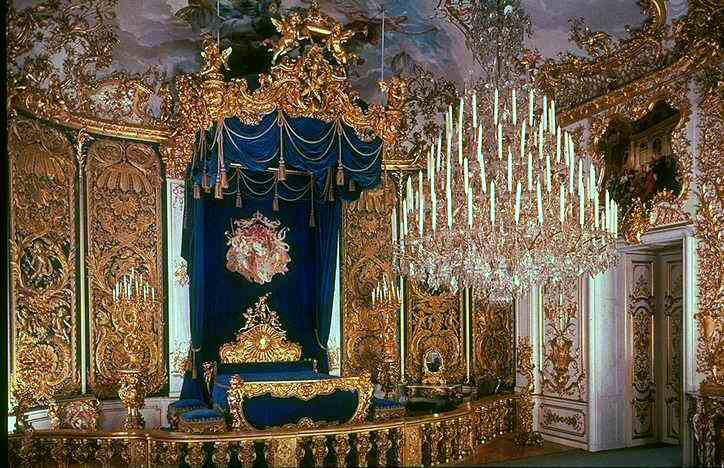
El dormitorio del rey.

A la manera de Luis XIV, el cuarto de dormir estaba concebido como una habitación pública, aunque Luis II no recibiera a nadie. No está modelado según la recámara de Luis XIV, sino más bien según la de la Residencia de Múnich. Este cuarto se terminó del todo en 1886. La posición elevada de la cama, rodeada de una balaustrada dorada, da la impresión de ser un altar. Entre las decoraciones de este cuarto están:
- Un candelabro de cristal para 108 velas.
- Dos consolas de porcelana de Meissen.

## Parque y jardines
Los jardines que rodean al palacio fueron realizados por el jardinero de la corte bávara (Hofgärtner) Carl von Effner. Se cuentan entre los más hermosos diseños históricos de jardín. El parque combina elementos formales del estilo barroco y del renacimiento italiano con secciones que asemejan el estilo inglés de jardín.

### Jardines formales
El palacio está rodeado de un jardín formal dividido en cinco secciones que están decoradas con esculturas alegóricas de los continentes, las estaciones del año y los elementos.
La parte norte está caracterizada por una cascada de treinta escalones de mármol. La parte baja termina en una fuente alegórica al dios Neptuno. La parte alta termina en un pabellón de música.
En el centro del parterre oeste hay una alberca con una estatua dorada de la diosa Fama. En el oeste hay un pabellón con un busto de Luis XIV. Frente a esta estatua hay una fuente con una estatua dorada de "Amor con delfines". El jardín está decorado con cuatro jarrones de mayólica.
El parterre este está coronado por un pabellón de madera con un busto de Luis XVI de Francia. 24 escalones bajo el pabellón hay una fuente con una estatua dorada de "Amor disparando una flecha". Una escultura de "Venus y Adonis" se halla entre la alberca y el palacio.
El parterre de agua frente al palacio está dominado por una gran alberca con una fuente dorada de "Flora y Putti". El chorro de la fuente alcanza hasta 25 metros de altura.
Los jardines en la terraza de la parte sur del parque corresponden a la parte norte. En el primer escalón hay una fuente dorada de "Náyade" con esculturas de ninfas de agua. En el nicho central hay una estatua de María Antonieta. Estos jardines están coronados por un templo redondo con una estatua de Venus basada en una pintura de Antoine Watteau.

### Gruta de Venus

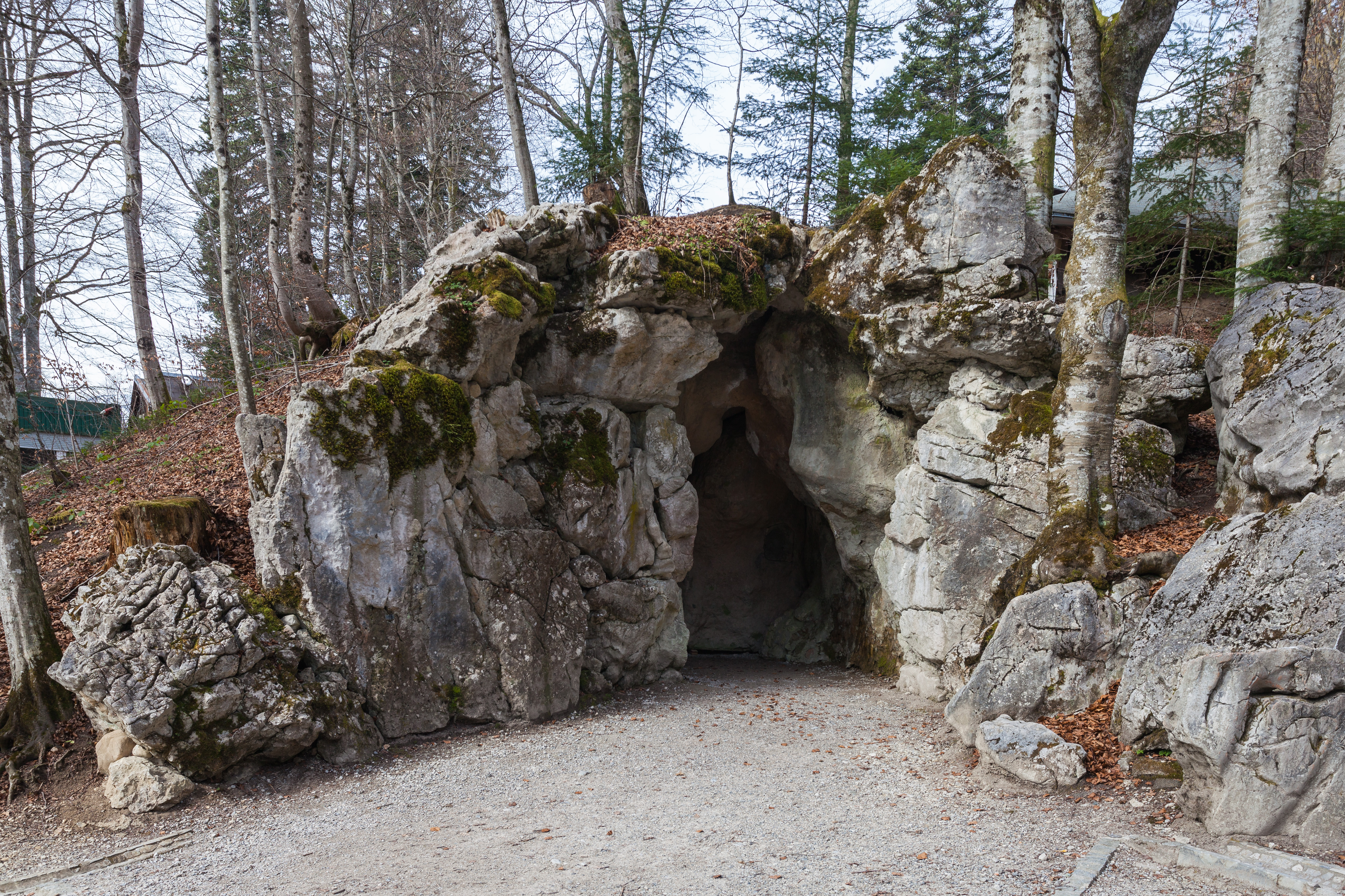
Exterior de la gruta.

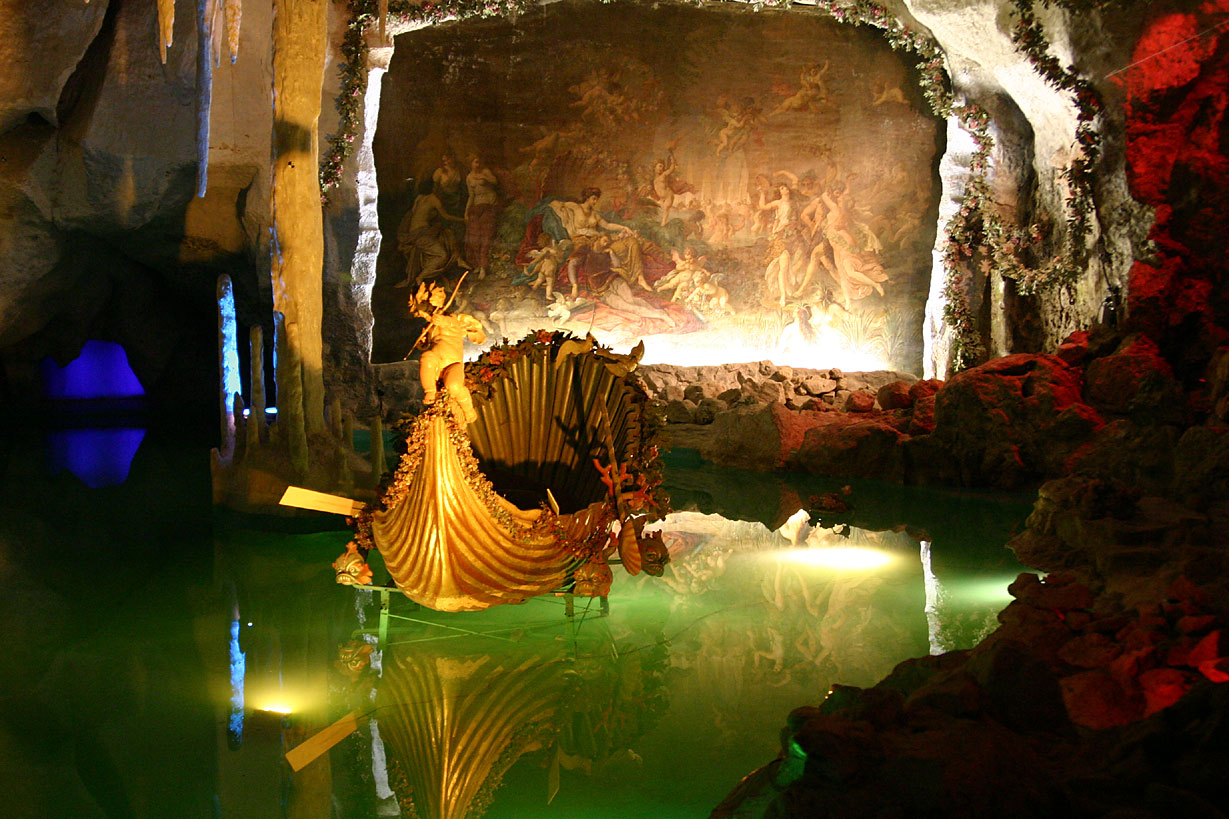
Interior de la gruta de Venus.

Por una orden de Luis II del 15 de diciembre de 1875, se construyó la "Gruta de Venus", que quedó terminada en 1877. La gruta fue construida con armazón de hierro y paredes de lienzo impregnado y recubierto con una mezcla de cemento. De la misma manera fueron hechas las estalactitas y estalagmitas.
La gruta está dividida en dos grutas laterales y una central, que según la iluminación recuerdan la "Gruta azul" de Capri o la "Gruta de Venus" de la ópera Tannhäuser de Richard Wagner. El rey mandó además que se pintaran paisajes y escenas de Tannhäuser en las paredes. Para protegerlas de la humedad, las pinturas se recubrieron de cera. Una cascada y una barcaza en forma de concha fueron hechas para ser utilizadas dentro de la gruta.
Siete hornos eran necesarios para la calefacción de la gruta. Estos eran utilizados incluso en verano, ya que el interior es muy frío. Una máquina de proyección de arco iris y una máquina para hacer olas completaban la ilusión de un mar artificial cuando el rey quería ser transportado en la barcaza.
El novedoso sistema de iluminación eléctrica, con 24 motores de dínamos, fue la primera central eléctrica de Baviera. En particular resultó problemática la iluminación para el efecto de la "Gruta azul", debido a la insistencia del rey por un "azul más azul". Esta insistencia fue el impulso para que la empresa BASF más tarde obtuviera una patente para la fabricación del índigo artificial.

### Quiosco morisco

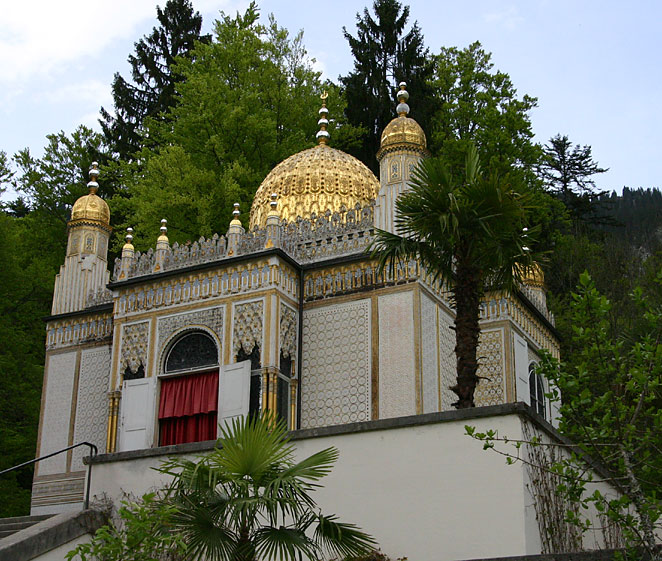
Quiosco morisco.

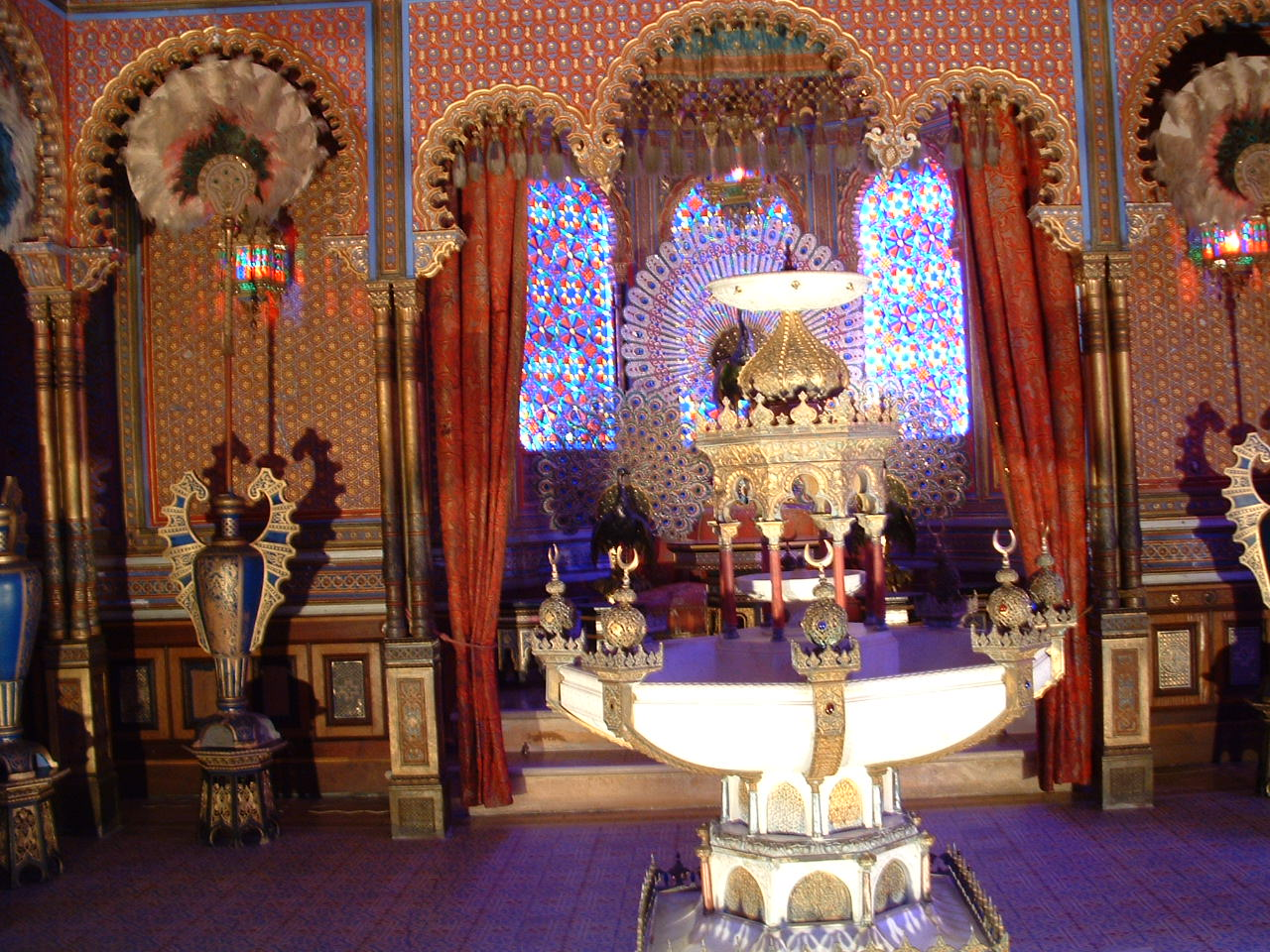
Interior del quiosco morisco.

Fue realizado por el arquitecto Carl von Diebitsch y originalmente instalado en la exposición universal de París de 1867 como exposición oficial de Prusia. Fue comprado para el parque de Linderhof, por orden de Luis II, al magnate ferroviario Bethel Henry Strousberg que lo había adquirido después de la exposición universal y se encontraba en dificultades económicas.
El fundamento fue hecho al mismo tiempo que se empezó a construir la "Gruta de Venus". Sobre este fue rearmado el quiosco con su cúpula central dorada y las igualmente doradas cuatro pequeñas torres en las esquinas.
Al rey le pareció demasiado simple el arreglo interior, por lo que ordenó un sistema de iluminación, una fuente de mármol y un lujoso trono con motivos de pavo real hecho en París e instalado en un nicho. En 1877 se terminaron los trabajos en el quiosco y se le encargó al jardinero de la corte, Carl von Effner, la realización de los jardines circundantes.

### Casa marroquí

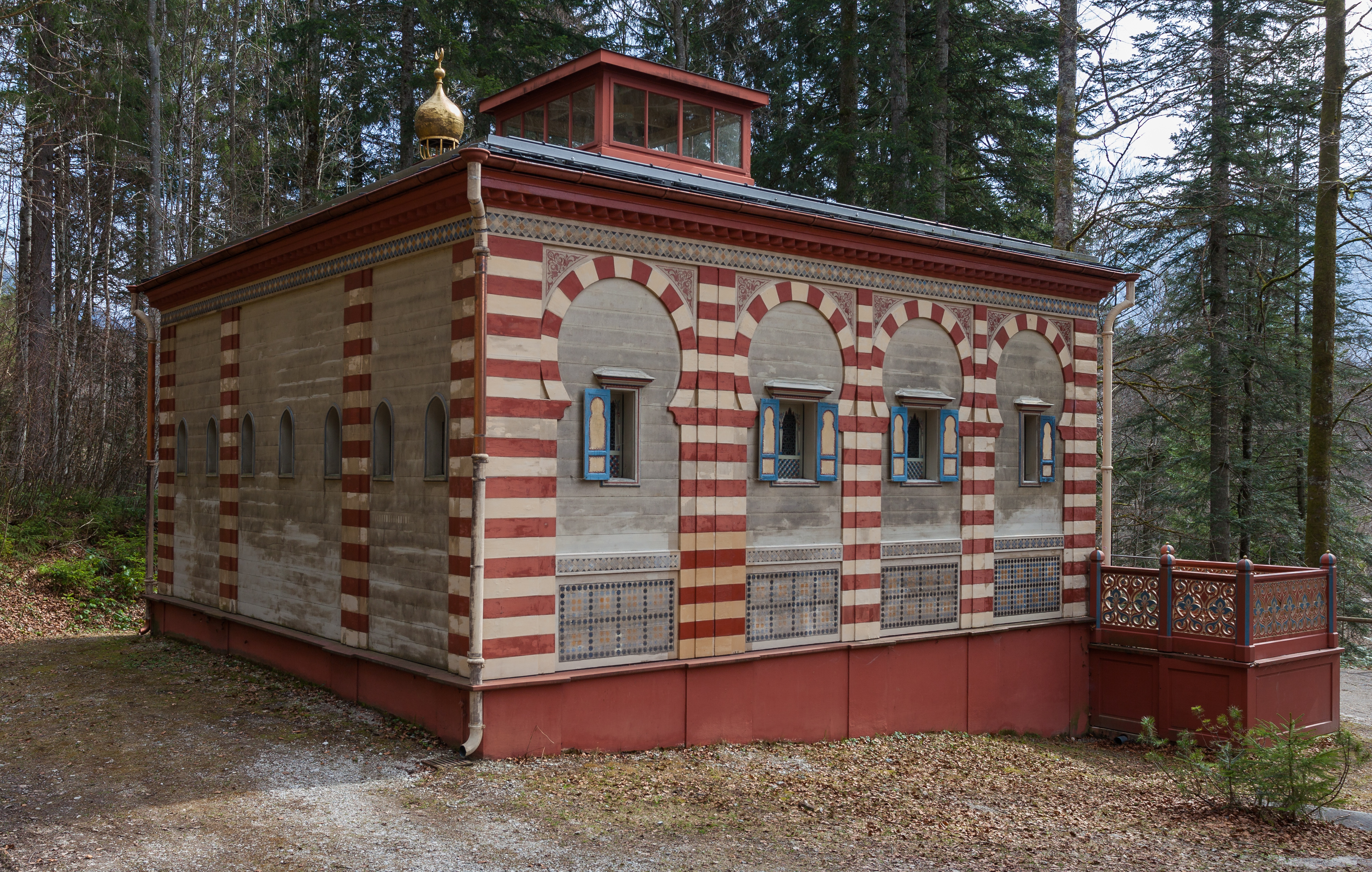
Exterior de la casa marroquí.

La "casa marroquí" fue comprada por orden de Luis II en la exposición universal de París de 1878, donde era parte de una gran exhibición de tema oriental. El 25 de noviembre del mismo año llegaron las distintas piezas a Linderhof y para diciembre ya estaban ensambladas cerca de la "Choza de Hunding".
El interior de la "casa marroquí" fue ricamente decorado con alfombras y otros objetos. Además las ventanas fueron reforzadas y se construyó una chimenea, lo que cambió su aspecto original.
Tras la muerte del rey, la "casa marroquí" fue vendida y trasladada a Oberammergau, donde terminó quedando en mal estado. El edificio volvió a ser comprado para el Linderhof en 1980 y cuidadosamente restaurado más cerca del castillo en 1998, en el lugar donde está hoy en día. 

### Choza de Hunding
La "choza de Hunding" está inspirada en el primer acto de la ópera La Valquiria de Wagner. Originalmente fue construida por orden del rey, alejada de Linderhof, cerca de la frontera con Austria. El interior tenía un tronco de roble con grandes raíces. Luis II podía pasar largas horas leyendo dentro del edificio.
El 18 de diciembre de 1884, la choza se quemó y fue inmediatamente reconstruida. En 1945 fue víctima de nuevo de las llamas y sólo parte del mobiliario logró ser salvada. En el verano de 1990, la "choza de Hunding" volvió a ser reconstruida en un lugar más cercano al palacio de Linderhof.

### Ermita de Gurnemanz

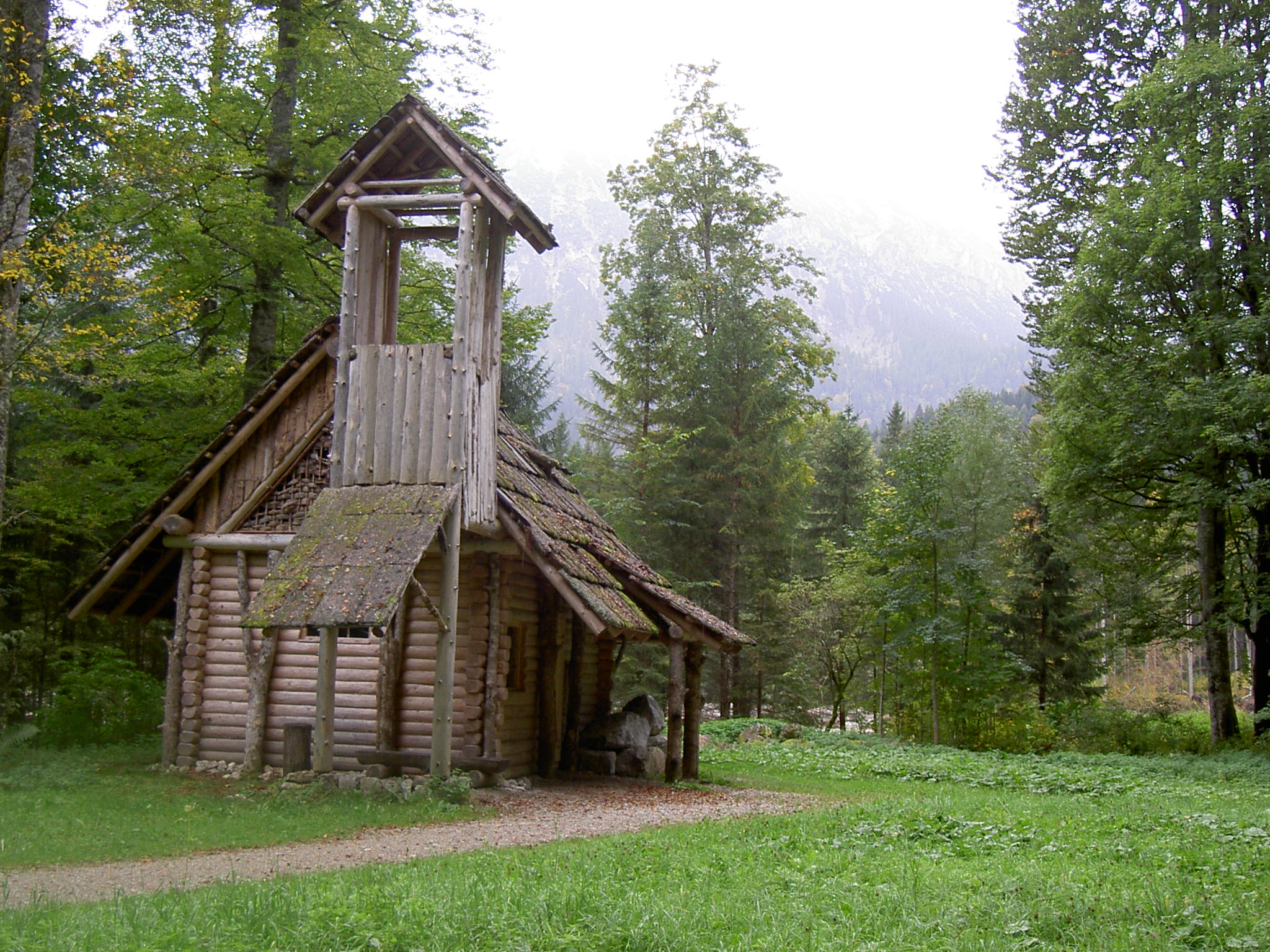
Reconstrucción (1999/2000) de la Ermita de Gurnemanz.

La ermita de Gurnemanz está hecha en una apertura en el bosque, en el parque de Linderhof. Fue construida en el verano de 1877 por orden del rey, siguiendo las instrucciones de escenografía escritas por Wagner para la ópera Parsifal.
La construcción de la ermita causó serios problemas, pues el rey quería el pasto cubierto de flores y la ermita estaba a 1.100 metros sobre el nivel del mar, en la montaña. Cada vez que el rey la visitaba, tenía que plantarse un jardín de flores.
La ermita poco a poco quedó en mal estado y para 1945 había desaparecido. Fue reconstruida nuevamente en el parque de Linderhof.